# 80-й гвардейский танковый полк
80-й гвардейский танковый Краснознамённый полк (сокр. 80 тп, в/ч 87441) — тактическое формирование Сухопутных войск Российской Федерации.
Полк входит в состав 90-й гвардейской танковой дивизии Центрального военного округа. Пункт постоянной дислокации — г. Чебаркуль (Челябинская область).

## История
Полк ведёт свою историю от 80-й танковой бригады 20-го танкового Звенигородского корпуса Рабоче-крестьянской Красной армии. Сформирована Директивой НКО № 723190сс от 21 января 1942 г. в Горьковском АБТ центре (Сормово).
26 января 1942 года бригада включена в состав 3-й армии Брянского фронта.
80-я танковая бригада в годы ВОВ входила в состав действующей армии в периоды:
- с 22 января 1942 по 14 июля 1942;
- с 08 августа 1942 по 25 декабря 1942;
- с 11 июля 1943 по 06 августа 1943;
- с 13 сентября 1943 по 21 апреля 1944;
- с 05 марта 1945 по 20 апреля 1945.[3]

С 01 июня 1943 года и до самого конца войны 80-я бригада находилась в составе 20-го танкового корпуса.
После окончания войны, 80-я бригада была переформирована в 80-й танковый полк в составе 20-й танковой дивизии (формирования 1945 года) с сохранением преемственности и регалий. К 1957 году полк (в/ч 51186) переведён в состав 38-й гвардейской танковой дивизии.
В период 1957—1992 гг. многочисленные переформирования и переименования 80-й танковый полк (в/ч 51186) не затронули и он сохранил изначальную нумерацию и тип до самого расформирования в 1992 году.

### Участие во вторжении на Украину
В первой половине марта 2022 года российские СМИ сообщают о потерях 80 % личного состава полка в боях за Изюм Харьковской области.
5 июля 2022 года полку, участвовавшему во вторжении на Украину, за массовый героизм, мужество и стойкость проявленные в боевых действиях по защите Отечества, Указом президента Российской Федерации присвоено почётное наименование «гвардейский».
По итогам боёв за Авдеевку 80-му танковому полку объявлена благодарность Верховного главнокомандующего Вооружёнными силами в поздравительной телеграмме генерал-полковнику А. Н. Мордвичёву от 17 февраля 2024 года.

## Состав

### 1944 год
- Управление бригады [штат № 010/500]
- 1-й отдельный танковый батальон [штат № 010/501] — до 02 июня 1944 — 173-й отдельный танковый батальон
- 2-й отдельный танковый батальон [штат № 010/501] — до 02 июня 1944 — 174-й отдельный танковый батальон
- 3-й отдельный танковый батальон [штат № 010/501]
- Моторизованный батальон автоматчиков [штат № 010/502]
- Зенитно-пулемётная рота [штат № 010/503]
- Рота управления [штат № 010/504]
- Рота технического обеспечения [штат № 010/505]
- Медсанвзвод [штат № 010/506][2]

## Командиры
Командиры бригады:
- 21.01.1942 — 27.12.1942 — Задорожный, Пётр Петрович, полковник
- 27.12.1942 — 14.07.1943 — Буслаев, Василий Никитович, подполковник, с 25.02.1943 — полковник
- 15.07.1943 — 10.06.1945 — Евсюков, Владимир Иосифович, полковник
- 6.8.1945 — 9.10.1946 Тутушкин, Виктор Иванович, генерал-майор т/в
- 01.12.2016 — 06.02.2020 — Судейко, Александр Сергеевич, полковник
- 06.02.2020 — н. в. — Бастраков Андрей Николаевич, подполковник

## Награды
- Орден Красного Знамени — награждён указом Президиума ВС СССР от 13 февраля 1944 года за образцовое выполнение боевых заданий командования в боях за освобождение города Звенигородка и проявленные при этом доблесть и мужество[2]. При награждении носил наименование «80-я танковая бригада».

## Известные люди служившие в полку
- Генерал армии Герасимов, Валерий Васильевич[8]